# 烏里維亞

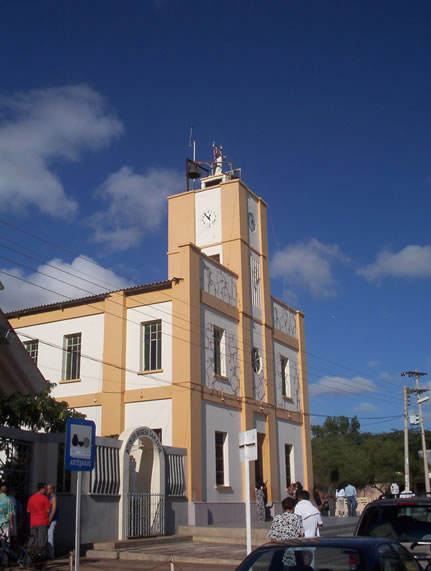

烏里維亞是哥倫比亞的城市，位於該國北部，由瓜希拉省負責管轄，距離首府里奧阿查92公里，始建於1935年3月1日，面積8,200平方公里，海拔高度10米，2005年人口116,674。

## 外部連結
- （西班牙文） Gobernacion de La Guajira - Uribia
- （西班牙文） Luis Angel Arango Library: Guajira visual memory （页面存档备份，存于）

11°55′N 72°00′W / 11.917°N 72.000°W